# ライ・フルート
ライ・フルート（Rai Vloet、1995年5月8日 - ）は、オランダ・北ブラバント州スハインデル出身のサッカー選手。ポジションはMF。

## 経歴
北ブラバント州のスハインデルで生まれた。2013年9月20日、ヨングPSVでFCデン・ボスとのリーグ戦にてプロデビューを果たした。
2018年8月15日、FCキアッソを経てフロジノーネ・カルチョに移籍した。しかし、出場機会は皆無で2019年1月に放出された。
2019年7月13日、SBVエクセルシオールに1年契約で加入した。エクセルシオールではトップ下のポジションでレギュラーの座を獲得し、リーグ戦29試合で14得点6アシストを記録した。
2020年7月3日、ヘラクレス・アルメロに3年契約で加入したが、後述の事故により解雇された。
2022年3月25日、FCアスタナに移籍した。
2022年9月6日、FCウラル・スヴェルドロフスク・オブラストに移籍した。2024年夏に退団。

### 不祥事
2021年11月、自動車を運転して高速道路を走行中、時速193kmで他の車に衝突する事故を起こし、相手の車に乗っていた4歳男児が死亡。スピード違反だけでなく、フルートからはアルコールも検出されていた。検察は悪質な事故として懲役3年半を求刑し、2023年4月にフルートに対し懲役2年半の判決が下された。フルートは控訴したがその後取り下げ、実刑が確定した。